# Músculo extensor largo del dedo gordo
El músculo extensor propio del dedo grueso o extensor hallucis longus es un músculo del cuerpo humano que está situado en el compartimiento anterior de la pierna, entre el músculo tibial anterior por dentro y el músculo extensor largo de los dedos por fuera. Su contracción provoca el movimiento de extensión de las falanges del dedo gordo sobre el metatarso y asiste en la inversión del pie. 
Se origina en la superficie anterior de la mitad inferior del peroné y la membrana interósea al mismo nivel.
Los vasos tibiales anteriores y nervio peroneo profundo yacen entre él y el tibial anterior.
Las fibras descienden y terminan en un tendón que ocupa el borde anterior del músculo, pasa a través del compartimento del ligamento anular anterior del tarso, cruzando del lado lateral a medial de los vasos tibiales anteriores cerca de la curva del tobillo, y se inserta en la base de la falange distal del dedo gordo.
Frente a la articulación metatarsofalángica, el tendón emite una pequeña prolongación a cada lado, para cubrir la superficie de la articulación.
Normalmente se inserta una expansión del lado medial del tendón en la base de la falange proximal.
La parálisis de este músculo ocasiona la flexión de la articulación interfalángica.

## Variaciones
Ocasionalmente unido en su origen al extensor largo de los dedos.
En ocasiones el Extensor ossis metatarsi hallucis, un pequeño músculo que se encuentra junto al extensor largo de los dedos, el tibial anterior, el extensor largo de los dedos o un músculo distinto; atraviesa el mismo compartimento del ligamento transverso con el extensor largo del dedo gordo.

## Imágenes adicionales

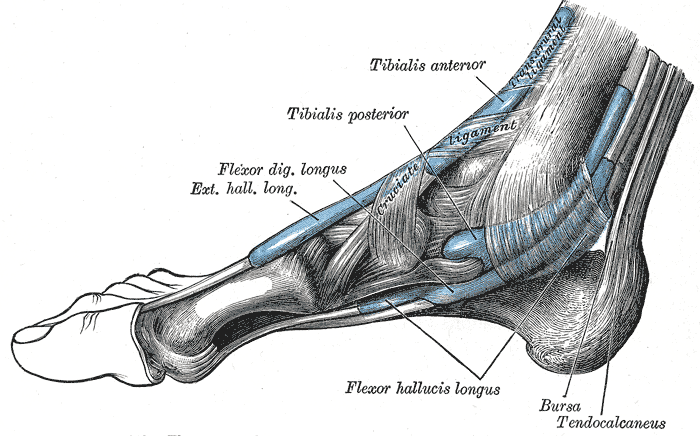
Las vainas mucosas de los tendones del tobillo. Cara medial.
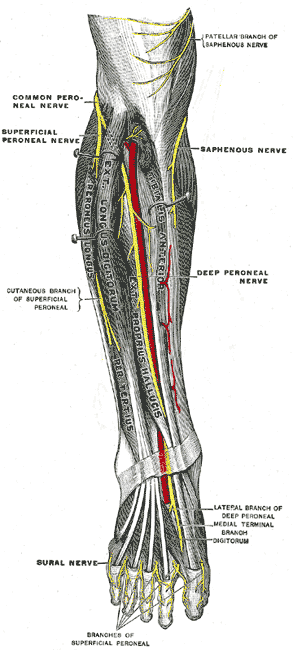
Nervios profundos de la cara anterior de la pierna.
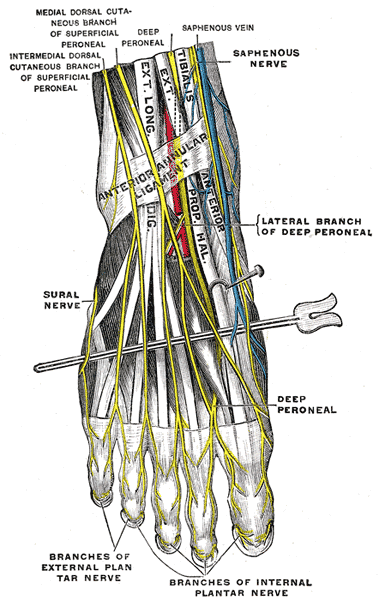
Nervios del dorso del pie.
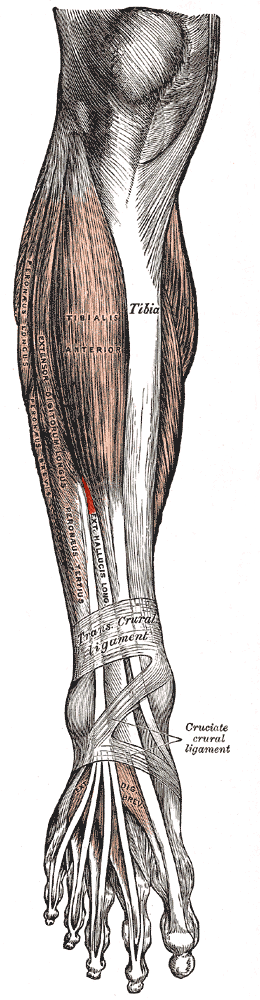
El tendón del músculo extensor largo del dedo gordo, situado entre el músculo tibial anterior y el músculo extensor largo de los dedos